# Port Arthur, Texas
Port Arthur là một thành phố thuộc quận Jefferson, tiểu bang Texas, Hoa Kỳ. Năm 2010, dân số của xã này là 53818 người.

## Dân số
- Dân số năm 2000: 57755 người.
- Dân số năm 2010: 53818 người.